# 19034 Santorini
19034 Santorini este o planetă minoră (asteroid) din centura de asteroizi. A fost descoperită pe 24 septembrie 1960 la Observatorul Palomar de Cornelis Johannes van Houten și a fost numită după Santorini. 
Obiectul prezintă o orbită caracterizată de o semiaxă mare de 3,9601425 UAi, o excentricitate de 0,25, o înclinație de 3,52751 ° în raport cu ecliptica.